# Rhabdophis lineatus
Rhabdophis lineatus är en ormart som beskrevs av Peters 1861. Rhabdophis lineatus ingår i släktet Rhabdophis och familjen snokar. Inga underarter finns listade i Catalogue of Life.
Denna orm förekommer i södra Filippinerna på öarna Basilan, Bohol och Mindanao. Arten lever i låglandet och i bergstrakter upp till 1200 meter över havet. Den vistas främst i ursprungliga skogar nära vattendrag. Ibland besöks skogens kanter. Honor lägger ägg.
Beståndet hotas av skogsröjningar, av gruvdrift och av dammbyggnader. Rhabdophis lineatus är sällsynt men utbredningsområdet är stort. IUCN kategoriserar arten globalt som livskraftig.